# Pisidium
Genre
Pisidium, les Pisidies en français, est un genre de très petits ou minuscules bivalves d'eau douce de la famille des Pisidiidae. La taille de la coquille des adultes est inférieure à 1 cm.
Ces mollusques d'eau douce sont présents en France, et utilisent comme habitat des milieux aquatiques divers (rivières, canaux, étangs, mares...).
Dans certains systèmes de classification, la famille Sphaeriidae est appelée Pisidiidae, et, occasionnellement, les espèces Pisidium sont regroupées dans une sous-famille, celle des Pisidiinae.

## Sous-genres et espèces existants

Dessin de la valve droite vue de l'extérieur de Pisidium moitessierianum
Le dessin de la valve droite vue intérieure de Pisidium moitessierianum
Le dessin de la valve droite vue latérale de Pisidium moitessierianum

Les sous-genres et espèces conservés dans le genre Pisidium comprennent :
Sous-genre Euglesa Jenyns, 1832
- Pisidium casertanum (Poli, 1791)
- Pisidium globulare Clessin, 1873
- Pisidium personatum Malm, 1855

Sous-genre Pisidium Pfeiffer, 1821
- Pisidium amnicum (O. F. Müller, 1774)
- Pisidium dilatatum Westerlund, 1897

Sous-genre Cyclocalyx Dall', 1903
- Pisidium hinzi Kuiper, 1975
- Pisidium obtusale (Lamarck, 1818)

Sous-Genre Tropidocyclas Dall', 1903
- Pisidium henslowanum (Sheppard, 1823)
- Pisidium lilljeborgii Clessin, 1886
- Pisidium supinum A. Schmidt, 1851
- Pisidium waldeni Kuiper, 1975

Sous-genre Hiberneuglesa Starobogatov, 1983
- Pisidium hibernicum Westerlund, 1894

Sous-genre Cingulipisidium Pirogov & Starobogatov, 1974
- Pisidium crassum Stelfox, 1918
- Pisidium milium Tenue, 1836
- Pisidium nitidum Jenyns, 1832
- Pisidium pseudosphaerium Favre, 1927

Sous-genre Pseudeupera Germain, 1909
- Pisidium pulchellum Jenyns, 1832
- Pisidium subtruncatum Malm, 1855

Sous-genre Neopisidium Odhner, 1921
- Pisidium conventus Clessin, 1867

Sous-genre Odhneripisidium Kuiper, 1962
- Pisidium moitessierianum Paladilhe, 1866
- Pisidium tenuilineatum Stelfox, 1918

Sous-genre Afropisidium Kuiper, 1962
- Pisidium giraudi Bourguignat, 1885
- Pisidium hodgkini (Suter, 1905)
- Pisidium pirothi Jickeli, 1881[2]

Sous-genre inconnu
- Pisidium artifex Kuiper, 1960[3]
- Pisidium stewarti Preston, 1909[4]

Sous-genre incertae sedis
- Pisidium annandalei Prashad, 1925
- Pisidium edlaueri Kuiper, 1960
- Pisidium javanum van Benthem Saillie, 1931
- Pisidium maasseni Kuiper, 1987
- Pisidium punctiferum (Guppy, 1867)
- Pisidium raddei Dybowski, 1902
- espèces Pisidium non décrites d'Afrique (Kuiper, en prép., en attente de documents supplémentaires)[5]